# Bitka kod Lonata 1796.
Bitka kod Lonata bila je bitka u blizini južne obale Gardskog jezera u Habsburškoj Monarhiji (danas Italija).
Sukobile su se snage revolucionarne Francuske pod imenom Talijanske armije poslane na bojišta u Italiju protiv habsburške vojske. Zapovijedao im je Napoleon, koji još nije bio francuskim vladarom, pa ova bitka ne spada u klasične Napoleonske ratove. Ovdje su postigli jednu od važnih pobjeda koje su mu bile odskočnice za daljnje napredovanje u vojsci i u procesu preuzimanja vlasti u Francuskoj.

## Vanjske poveznice
- (eng.) Bernhard Voykowitsch: The "Battles" of Lonato: 31 July and 3 August 1796